# Krzywa hipsometryczna
Krzywa hipsometryczna to wykres określający dla konkretnego obszaru zależność wysokości terenu i powierzchni tego obszaru:
- na osi rzędnych odkłada się wysokość terenu,
- na osi odciętych odpowiadającą danej wysokości powierzchnię terenu.

Krzywa hipsometryczna jest malejąca, ze wzrostem powierzchni terenu maleje wysokość terenu.
W hydrologii krzywą hipsometryczną sporządza się dla zlewni różnych rzędów i stosuje przy obliczaniu opadu średniego.